# Le grand soir (film 1976)
Le grand soir è un film del 1976 diretto da Francis Reusser.

## Riconoscimenti
- 1976 - Festival del cinema di Locarno
  - Pardo d'oro